# Parque Arqueológico Nacional de Tierradentro

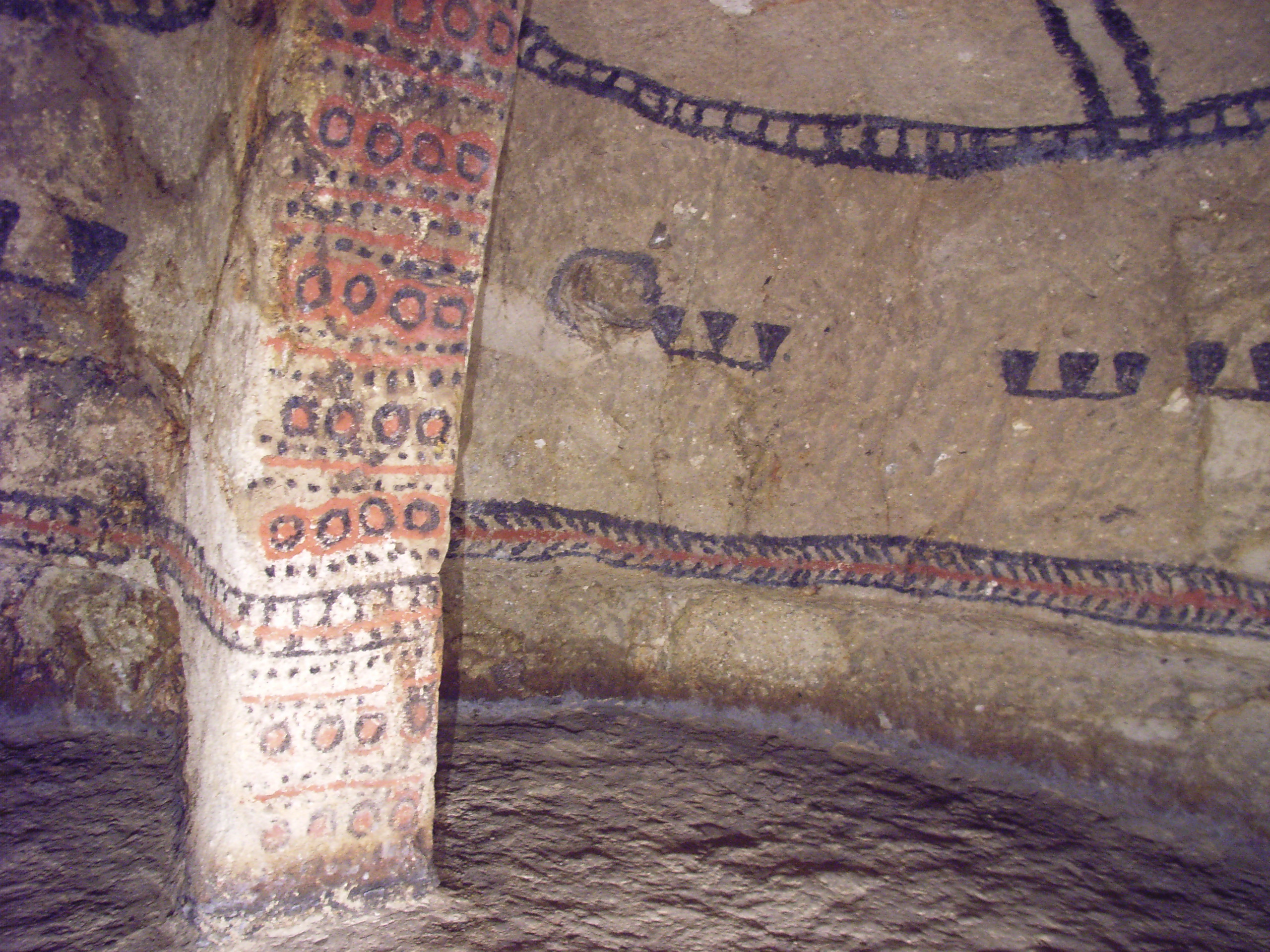
Schachtgrab in Tierradentro

Der Archäologische Park Tierradentro (Spanisch: Parque Arqueológico Nacional de Tierradentro) in der Cordillera Central im Süden Kolumbiens auf dem Gebiet der Gemeinde Inzá im Departamento del Cauca wird von zahlreichen unterirdischen Grabanlagen durchzogen, die aufgrund ihrer Größe und der Treppenzugänge einzigartig in Südamerika sind. Oberirdisch gibt es mehrere in Stein gehauene Figuren. Die UNESCO ernannte den archäologischen Park Tierradentro 1995 zum Weltnaturerbe.
| Parque Arqueológico Nacional de Tierradentro |

| Lokalisierung von Cauca in Kolumbien |

Die Grabkammern und Figuren gehen wahrscheinlich auf Tierradentro-Kultur zurück, eine Ackerbaukultur mit einem hoch entwickelten Totenkult. Über die Kultur ist wenig bekannt. Charakteristisch sind die über fünf Meter tief in den Fels getriebenen Schachtgräber. Diese unterirdischen Stätten dienten der Aufbewahrung von Urnen. Die Wände der am besten erhaltenen Kammern sind mit geometrischen Mustern in Weiß, Schwarz und Rot bemalt. In den Seitennischen der Grabkammern wurden bis zu 100 Urnen gefunden. Einige der Keramikurnen bargen Goldschmuck, der auf Grabbeigaben schließen lässt. Diese gingen jedoch großteils durch Plünderung verloren. Die Schädel- und Knochenreste zeigen allerdings, dass es keine einheitlichen Bestattungsbräuche gab. 